# Alchero di Chiaravalle
Alchiero di Chiaravalle (... – 1180) è stato un monaco cristiano franco dell'ordine cistercense, noto come filologo e storico.
Interessato al mondo classico latino e medioevale, studiò Lattanzio, Macrobio, Boezio, Alcuino di York e Isacco della Stella.
In risposta a quest'ultimo scrisse il Liber de spiritu et anima. Fu inoltre autore del De diligendo Deo.
| Controllo di autorità | VIAF (EN) 19425850 · ISNI (EN) 0000 0000 5372 1881 · CERL cnp00286732 · LCCN (EN) no2006019877 · GND (DE) 102420033 · J9U (EN, HE) 987007452273905171 |